# Giulia Cornelia Paula
Giulia Cornelia Paula (latino: Iulia Cornelia Paula; fl. 219-220) fu la prima moglie dell'imperatore romano Eliogabalo e augusta dell'Impero romano nel 219-220.

## Biografia
Appartenente all'antica e aristocratica famiglia Cornelia, e figlia di Giulio Cornelio Paolo, sposò nell'estate del 219 il giovane imperatore della dinastia dei Severi Eliogabalo, il quale aveva appena preso il potere rovesciando Macrino. Eliogabalo, quattordicenne, si sposò subito dopo essere giunto a Roma, allo scopo di avere figli che rinvigorissero la dinastia.
La propaganda imperiale celebrò il matrimonio come portatore di stabilità, esponendo riproduzioni della coppia imperiale per tutto l'impero: in queste rappresentazioni l'imperatore era raffigurato come sacerdote del dio El-Gabal, e in effetti Eliogabalo si dichiarava simile al dio.
Il matrimonio ebbe vita breve: nelle prime settimane del 220 Eliogabalo divorziò da Giulia per sposare la vergine vestale Aquilia Severa. Cassio Dione (Storia romana, lxxxix) afferma che Giulia aveva un "difetto" fisico, e che questo fu la causa del divorzio, in quanto Eliogabalo voleva figli simili a dei; in tal senso va anche vista la sua volontà di sposare, lui sacerdote di El-Gabal, una sacerdotessa di Vesta.
Dopo il divorzio Giulia si ritirò a vita privata.